# Parafia św. Anny w Boratyńcu Ruskim
Parafia św. Anny – parafia prawosławna w Boratyńcu Ruskim, w dekanacie Siemiatycze diecezji warszawsko-bielskiej. 
Na terenie parafii funkcjonuje 1 cerkiew: 
- cerkiew św. Anny w Boratyńcu Ruskim – parafialna

## Historia
Dekretem metropolity Warszawy i całej Polski Bazylego nr 128/XXXIV/96 z 16 sierpnia 1996, została erygowana parafia prawosławna pod wezwaniem św. Anny w Boratyńcu Ruskim. Powstała ona z podziału dotychczasowej parafii Świętych Apostołów Piotra i Pawła w Siemiatyczach. Pierwszym historycznie proboszczem został ks. prot. mgr Andrzej Opolski.
9 maja 1993 na zebraniu mieszkańców wsi Boratyniec Ruski i Siemiatycze-Stacja, wiernym przedstawiono plan budowy cerkwi, wykonany przez mgr inż. Michała Bałasza. Ziemię pod budowę cerkwi i lokalizację cmentarza ofiarowali Jerzy Kochanowski z Siemiatycz-Stacji oraz Stefan Grzyb, Nina Buchowiec i Włodzimierz Panasiuk z Boratyńca Ruskiego. 18 sierpnia tegoż roku, podczas pielgrzymki parafian siemiatyckich na Świętą Górę Grabarkę, na placu ofiarowanym pod budowę cerkwi został postawiony i wyświęcony pierwszy krzyż. 24 czerwca 1994 rozpoczęto wykopy pod fundamenty świątyni, a 21 sierpnia został położony i wyświęcony kamień węgielny przez biskupa (obecnie arcybiskupa) Abla. Do dnia erygowania nowej, samodzielnej parafii św. Anny zostały wzniesione ściany świątyni pod patronatem jeszcze nie podzielonej parafii w Siemiatyczach. Należy tu podkreślić fakt iż większość prac przy nowo wznoszonej świątyni wykonywali miejscowi wierni (jakkolwiek w przedsięwzięcie była zaangażowana cała macierzysta parafia). Oni również jeszcze wcześniej pomagali wznosić tymczasową cerkiew św. Proroka Eliasza w późniejszej już parafii Zmartwychwstania Pańskiego w Siemiatyczach, budować plebanię z kaplicą-baptysterium przy parafii Świętych Apostołów Piotra i Pawła i wiele innych prac.
Od września do końca 1996 cerkiew została zwieńczona głównym sklepieniem, postawiono dzwonnicę i na tym zakończono i zamknięto stan surowy świątyni.
7 stycznia 1997, w uroczystość Bożego Narodzenia z błogosławieństwa metropolity Bazylego została pierwszy raz w historii parafii odprawiona Święta Liturgia w świetlicy wiejskiej. W okresie od czerwca do września 1997 została wykonana drewniana więźba dachowa świątyni. Pierwsze w historii święto parafialne obchodzono 7 sierpnia 1997, a nabożeństwa w tym czasie odprawiano już w kruchcie cerkwi. W tym też roku została wybrana pierwsza Rada Parafialna. Starostą cerkiewnym został Jerzy Kochanowski.
11 listopada 1997 zostały wstawione i poświęcone przez proboszcza 3 krzyże, które zwieńczyły 2 kopuły i zadaszenie nad wejściem do cerkwi. Od 25 października zostały rozpoczęte prace pokrycia dachu cerkwi blachą, które trwały do kwietnia 1998.
5 kwietnia 1998 (w piątą niedzielę Wielkiego Postu) zostało dokonane poświęcenie i postawienie krzyża na głównej kopule cerkwi. Uroczystościom przewodniczył arcybiskup Abel. Od 13 kwietnia do 5 lipca tegoż roku zostały wykonane wewnętrzne tynki o łącznej powierzchni 1200 m². Od 5 do 21 lipca została położona polichromia ścian ołtarza, wykonana przez Jarosława Wiszenkę z Mielnika. Pierwszą Świętą Liturgię w nowej cerkwi celebrował biskup (późniejszy arcybiskup) Miron. 
W Wielki Czwartek 1999 odbyło się poświęcenie nowych dzwonów cerkiewnych (o łącznej masie 850 kg), którego dokonał ks. dziekan Eugeniusz Niesteruk z Mielnika. W tym też roku wykonano i umieszczono w świątyni ikonostas oraz ukończono wszystkie prace budowlane. W 2000 po raz pierwszy na święto parafialne przybył metropolita warszawski i całej Polski Sawa, następca zmarłego w 1998 metropolity Bazylego. W 2001 rozpoczęto budowę plebanii; poświęcenie kamienia węgielnego odbyło się 6 maja. Do końca tego roku nowy dom parafialny stał w stanie surowym, zamkniętym. Prace wykończeniowe trwały do 11 grudnia 2002.
Od 15 czerwca do 30 września 2005 wykonano w cerkwi polichromię ścienną pod kierunkiem Jarosława Wiszenki.
22 października 2006 metropolita Sawa dokonał konsekracji cerkwi św. Anny. Była to pierwsza taka uroczystość na terenie dawnej parafii siemiatyckiej od dnia poświęcenia cerkwi Świętych Apostołów Piotra i Pawła w XIX w.
W 2014 parafia liczyła ponad 323 wiernych, do parafii należą miejscowości: Boratyniec Ruski, Siemiatycze-Stacja, Olendry, Anusin i Szerszenie. 
Parafia posiada własny cmentarz, znajdujący się w pobliżu cerkwi.

## Wykaz proboszczów
- od 16.08.1996 – ks. Andrzej Opolski